# Sphenocleaceae
Sphenocleaceae is een botanische naam, voor een familie van tweezaadlobbige planten. Een familie onder deze naam werd indertijd al wel erkend door het systeem van De Candolle, waarin ze deel uitmaakte van de Calyciflorae, maar wordt sindsdien slechts onregelmatig erkend door systemen van plantentaxonomie.
Het APG-systeem (1998) en het APG II-systeem (2003) erkennen een dergelijke familie wel; de familie bestaat dan uit slechts enkele soorten in één geslacht, Sphenoclea. Dit genus is in het verleden vaak ingedeeld geweest bij de klokjesfamilie (Campanulaceae).
In het Cronquist-systeem (1981) is de plaatsing in een orde Campanulales.